# Chionaema rhadota
Chionaema rhadota är en fjärilsart som beskrevs av Swinhoe 1907. Chionaema rhadota ingår i släktet Chionaema och familjen björnspinnare. Inga underarter finns listade i Catalogue of Life.